# Sphenoptera substriata
Sphenoptera substriata – gatunek chrząszcza z rodziny bogatkowatych i podrodziny Buprestinae.

## Taksonomia
Gatunek ten opisał po raz pierwszy w 1833 roku Pierre François Marie Auguste Dejean pod nazwą Sphenoptera pumila. Za ważny uznaje się jednak epitet nadany w 1834 roku przez Johanna Krynickiego na łamach „Bulletin de la Société Impériale des Naturalistes de Moscou” w kombinacji Buprestis substriata.

## Morfologia
Chrząszcz o wydłużonym, walcowatym ciele barwy ciemnozłotej lub ciemnomiedzianej. Głowa jest krótka, zaopatrzona w wąskie skronie. Czułki mają trzeci człon dłuższy od drugiego. Ich nasady leżą daleko od siebie, przylegając do przednich krawędzi oczu. Tarczka jest poprzeczna, ku tyłowi zwężona w szpic. Na powierzchni pokryw występują niemal pomarszczone punkty rozmieszczone w podłużnych szeregach. Śródpiersie i zapiersie oddzielone są szwem. Odnóża mają stopy o pazurkach pozbawionych ząbka. Odwłok ma siedem widocznych tergitów oraz pozbawiony bruzdy krawędziowej ostatni sternit.

## Ekologia i występowanie
Owad ciepłolubny, monofagiczny. Larwy są ryzofagami żerującymi na korzeniach goździków. Do ich roślin pokarmowych należy goździk kartuzek i Dianthus serotinus.
Gatunek palearktyczny o pontyjskim typie rozsiedlenia, znany z Polski, Czech, Węgier, Ukrainy, Mołdawii, Rumunii, Bułgarii, Serbii, Grecji oraz europejskich części Rosji i Turcji. W Polsce stwierdzony dwukrotnie w XX wieku – w Puszczy Kampinoskiej i Górach Pieprzowych. Na „Czerwonej liście zwierząt ginących i zagrożonych w Polsce” umieszczony został jako gatunek zagrożony (EN). Z kolei na  „Czerwonej liście gatunków zagrożonych Republiki Czeskiej” umieszczony jest jako gatunek krytycznie zagrożony wymarciem (CR).